# Коркотян, Эдуард Арменакович
Эдуа́рд Армена́кович Коркотя́н (род. 3 октября 1964, Ереван) — учёный-нейробиолог, специалист в области синаптической пластичности, научный сотрудник Института им. Вейцмана и профессор Пермского государственного университета.

## Биография
Родился 3 октября 1964 года в Ереване, младший сын Арменака Арамовича Коркотяна (род. 4 сентября 1922, Ахалцых, Грузия, СССР), кавалера ордена ВОВ и Тэмы Самуиловны Рамм (род. 21 января 1927, г. Владимир, РСФСР, СССР).
С 1981 по 1986 год изучал биохимию и иммунологию на биологическом факультете Ереванского государственного университета.
С 1987 по 1993 год — аспирант, младший научный сотрудник лаборатории центральной нервной системы Института физиологии им. Л. Орбели Академии наук Армянской ССР. Проводит серию новых исследований в области моноаминергических входов в глубокие ядра мозжечка in vivo, а также на срезах головного мозга.
После защиты диссертации «Влияние аминергических структур ствола мозга на нейронную активность глубоких ядер мозжечка крысы», под руководством профессоров Виктора Варфоломеевича Фанарджяна и Аматуни Аиды Степановны, эмигрировал в Израиль, где проходил постдокторантуру в департаменте нейробиологии Института им. Вейцмана, изучая внутриклеточные запасы кальция и пластичность нейронов под руководством главы лаборатории нейрональной пластичности, заслуженного профессора нейробиологии Менахема Сегала.
С 2000 года является старшим научным сотрудником, заведующим отделением конфокальной микроскопии и электрофизиологии департамента Нейробиологии Института Вейцмана.
В 2002—2003 годах проходил стажировку в Институте нейробиологии Ассоциации Лейбница и на кафедре зоологии и биологии развития Магдебургского университета им. Отто фон Герике, Германия.
С 2017 года — профессор Пермского государственного университета.
Текущие исследования Эдуарда Коркотяна сосредоточены на молекулярных механизмах синаптической пластичности и роли микроструктур в функционировании и формировании дендритных шипов.
Эдуард женат, воспитывает сына.

## Научные проекты
- Программа Human Frontier Science Program (HFSP) — 2002 — Двухфотонная конфокальная визуализация и компьютерный анализ дендритных шипов в культуре кортикальных срезов — Кафедра зоологии, Университет Отто фон Герике, Магдебург, Германия. Ведущий супервайзер — Анна Катарина Браун.

- Международный научный проект: «Разработка новейших препаратов на основе флавоноидов, экстрагированных из растений семейства норичниковых Уральского региона, способных предотвращать нейротоксическое влияние алкоголя»[9], на базе ГБОУ ВПО ПГФА Минздрава при поддержке Министерства образования и науки Пермского края.

## Патенты
- Патент на изобретение RU2605377C2 — применения биологически активного флавоноидного соединения, 7-O-[6-O-(4-ацетил-α-L-рамнопиранозил)-β-Dглюкопиранозидо]-5-гидрокси-6-метокси-2-(4-метокси-фенил)-4Н-хромон-4-он (ацетилпектолинарин — АЦП), выделенного из Linaria vulgaris Mill. — обладающего выраженным антиалкогольным действием на нервную систему.
- Патент на изобретение RU2613312C2 — способ получения средства, обладающего седативной, противосудорожной и нейромодуляторной антиалкогольной активностью.

## Преподавательская деятельность
Кроме исследовательской деятельности, читает теоретические и практические курсы для аспирантов Института Вейцмана. Участвовал в подготовке более двадцати аспирантов и постдокторантов.
Руководитель магистерской программы «Нейробиология» в Пермском государственном национальном исследовательском университете.

## Популяризация науки
Является членом Дома Учёных и Специалистов (Реховот), автор ряда научно-популярных статей. Выступает с лекциями для широкой аудитории. Ведущий нескольких проектов «Искусство в Науке», опубликовал серию художественных коллажей на основе микрофотографий нейрональных клеток.
Эдуард Арменакович часто выступает с открытыми лекциями для широкой аудитории, а также на российском и израильском радио.

## Творчество
Поэт, прозаик, литературный переводчик.
Является автором-участником проекта «Сетевая словесность» — сетевого литературного журнала.
Один из авторов евразийского журнального портала «Мегалит».